# Günther Schwägermann
Günther Schwägermann, né le 24 juillet 1915 à Uelzen et mort le 30 septembre 1986 à Sonthofen, était l'aide de camp de Joseph Goebbels durant la Seconde Guerre mondiale. Membre de la SS avec le grade de Hauptsturmführer (équivalent de capitaine), il était un des derniers survivants parmi les personnes présentes dans le Führerbunker lors de la chute de Berlin en avril et mai 1945.

## Biographie
Schwägermann naît à Uelzen le 24 juillet 1915. Il entre au lycée et obtient son "Abitur" (équivalent du baccalauréat) en 1934. Il choisit d'opter pour la S.S. au titre du service militaire redevenu obligatoire en 1935. Il  rejoint le 8 avril 1937, la 1re Panzerdivision SS Leibstandarte SS Adolf Hitler. Il est envoyé à la SS-Junkerschule à Bad Tölz pour y suivre une formation d'officier au sein de la S.S. Il a ensuite servi avec la 4e division SS Polizei en France et en Russie. Après être blessé sur le front oriental, Schwägermann devient aide de camp  de Joseph Goebbels. Il est promu au grade de Obersturmführer , équivalent de lieutenant. Le 29 novembre 1944, il est promu au rang de Hauptsturmführer. En janvier 1945, Goebbels envoie Schwägermann dans sa villa de Lanke, lui ordonnant d'amener sa femme Magda et leurs enfants dans un abri antiaérien à Schwanenwerder.
Le 22 avril 1945, les Soviétiques attaquent Berlin et Joseph ainsi que Magda Goebbels amènent leurs enfants au Vorbunker pour y rester. Schwägermann vient avec eux. Adolf Hitler s'était déjà établi dans le bas au sein du Führerbunker en janvier 1945. C'est dans ce complexe de bunker protégé situé au-dessous du jardin de la chancellerie du Reich à Berlin qu'Hitler et quelques membres du personnel loyal se sont réunis pour diriger la défense finale de la ville.
Au moment de la mort d'Hitler, le 30 avril 1945, l'armée rouge se trouvait à moins de 500 mètres du complexe du  bunker. Le 1er mai 1945, Goebbels demande à un dentiste SS, Helmut Kunz, d'injecter de la morphine à ses six enfants. Ainsi, lorsqu'ils seraient inconscients, une ampoule de cyanure pourrait ensuite être écrasée dans leur bouche. Selon le témoignage ultérieur de Kunz, il aurait administré aux enfants des injections de morphine, mais ce seraient Magda Goebbels et le S.S- Obersturmbannführer Ludwig Stumpfegger, le médecin personnel d'Hitler, qui aurait administré le cyanure.
Vers 20 h 30, Goebbels et son épouse Magda quittent le bunker et se rendent au jardin de la chancellerie, où ils se suicident. Il existe des versions différentes de cet événement. Selon une version, Goebbels aurait tiré sur sa femme, puis sur lui-même. Une autre prétend qu'ils avaient chacun une ampoule de cyanure et avaient reçu un coup de grâce immédiatement après. Schwägermann a déclaré en 1948 que le couple l'avait précédé dans les escaliers et dans le jardin de la chancellerie. Il a attendu dans la cage d'escalier et a entendu les coups de feu retentir. Schwägermann a ensuite monté les marches restantes et une fois dehors, il a vu les corps sans vie du couple. Selon l'ordre préalable de Joseph Goebbels, Schwägermann a fait tirer plusieurs fois par le soldat SS sur le corps de Goebbels, qui n'a pas bougé. Les corps ont ensuite été aspergés d'essence, mais les restes n'ont été que partiellement brûlés et n'ont pas été enterrés.
Dans l'un des derniers ordres d'Hitler, il avait donné la permission aux forces de Berlin de tenter de briser l'encerclement soviétique après sa mort. Le général Helmuth Weidling, commandant de la zone de défense de Berlin, et le S.S-Brigadeführer Wilhelm Mohnke, commandant du combat (Kommandant) pour le district gouvernemental du centre, ont élaboré un plan pour s'échapper de Berlin vers les alliés à l'ouest de l'Elbe ou l'armée allemande au nord. Mohnke a divisé les soldats et le personnel de la chancellerie du Reich et du Führerbunker en dix groupes principaux [6]. Schwägermann faisait partie de l'un des groupes du 1er mai. Il est sorti de Berlin et s'est échappé vers les zones d'occupation des armées alliées, à l'ouest. Schwägermann fut arrêté par un détachement de l' U.S.Army  et placé en captivité aux États-Unis du 25 juin 1945 au 24 avril 1947. Plus tard dans la vie, Schwägermann résida dans le nord de l'Allemagne.
Le film Ein deutsches Leben, avec Brunhilde Pomsel, est un film relatant notamment la vie des derniers occupants du bunker.

## Source
- (en) Cet article est partiellement ou en totalité issu de l’article de Wikipédia en anglais intitulé « Günther Schwägermann » (voir la liste des auteurs).